# Rybnica Leśna

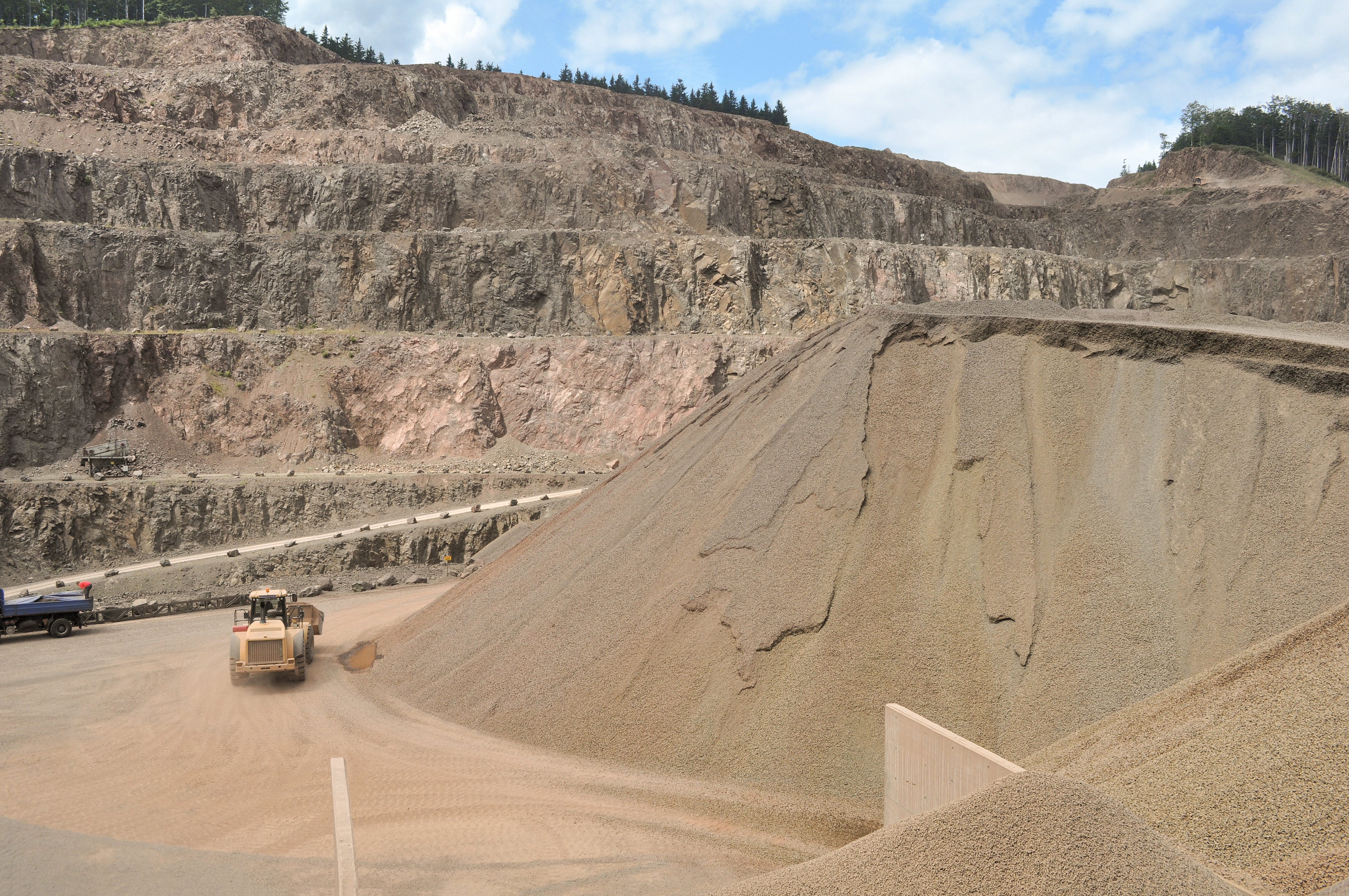
Kamieniołom w Rybnicy Leśnej

Rybnica Leśna (niem. Reimswaldau) – wieś łańcuchowa w Polsce, położona w województwie dolnośląskim, w powiecie wałbrzyskim, w gminie Mieroszów, na pograniczu Gór Suchych i Gór Wałbrzyskich w Sudetach Środkowych.

## Podział administracyjny
W latach 1975–1998 miejscowość administracyjnie należała do województwa wałbrzyskiego.

## Krótki opis
Na terenie miejscowości zlokalizowany jest kamieniołom melafiru (na zboczu Bukowca i Granicznej). Wyrobisko ma powierzchnię 22 ha. 750 metrów za kamieniołomem znajduje się Schronisko PTTK „Andrzejówka”.
Obok kamieniołomu, na szczycie góry Klin, znajduje się popularne startowisko paralotniowe wystawione na kierunek północny. W latach 2013–2018 zarejestrowano tam ponad tysiąc startów do lotów indywidualnych i tandemowych.

## Komunikacja publiczna
Do Rybnicy Leśnej – Andrzejówki kursują autobusy komunikacji miejskiej z Wałbrzycha.

## Zabytki
Do wojewódzkiego rejestru zabytków wpisane są:
- kościół filialny pw. św. Jadwigi Śląskiej, drewniany, na kamiennym podmurowaniu, pochodzący z 1577 r. lub 1608 r., wybudowany na miejscu starszej świątyni wymienianej w kronice z 1577, XX w., z drewnianym renesansowym ołtarzem głównym z 1611 r. i drewnianą renesansową amboną z 1601 r, chrzcielnicą z 1620 i emporami. Polichromowany strop i ściany prezbiterium[11]
- dzwonnica – brama, z około 1608 r. lub 1865 r., została osobno umiejscowiona, drewniana na murowanej podstawie, wewnątrz niej znajdują się dzwony z lat 1607 i 1608[12].
- ogrodzenie murowane, z 1608 r.
- dom – dwór, nr 32

inne zabytki:
- schronisko Andrzejówka

## Szlaki turystyczne
- zielony: Wałbrzych – Przełęcz Trzech Dolin
- żółty: Wałbrzych – Rybnica Mała